# Glade Spring
Glade Spring és una població dels Estats Units a l'estat de Virgínia. Segons el cens del 2000 tenia 1.374 habitants.

## Demografia
Segons el cens del 2000, Glade Spring tenia 1.374 habitants, 565 habitatges, i 402 famílies. La densitat de població era de 421 habitants per km².
Dels 565 habitatges en un 27,8% hi vivien nens de menys de 18 anys, en un 54,9% hi vivien parelles casades, en un 13,5% dones solteres, i en un 28,7% no eren unitats familiars. En el 26,5% dels habitatges hi vivien persones soles el 15,9% de les quals corresponia a persones de 65 anys o més que vivien soles. El nombre mitjà de persones vivint en cada habitatge era de 2,43 i el nombre mitjà de persones que vivien en cada família era de 2,96.
Per edats la població es repartia de la següent manera: un 22,9% tenia menys de 18 anys, un 7,1% entre 18 i 24, un 26,3% entre 25 i 44, un 25,5% de 45 a 60 i un 18,2% 65 anys o més.
L'edat mediana era de 41 anys. Per cada 100 dones de 18 o més anys hi havia 85 homes.
La renda mediana per habitatge era de 31.552 $ i la renda mediana per família de 36.902 $. Els homes tenien una renda mediana de 27.847 $ mentre que les dones 20.982 $. La renda per capita de la població era de 16.842 $. Entorn del 8,1% de les famílies i el 9,4% de la població estaven per davall del llindar de pobresa.

## Poblacions més properes
El següent diagrama mostra les poblacions més properes.